# Kristin Midthun
Kristin Midthun Ihle, född den 4 februari 1961 i Oslo, Norge, är en norsk före detta handbollsspelare. Hon spelade son vänstersexa.

## Klubblagsspel
Midthun spelade i många år i Idrettslaget Vestar i Oslo. Klubben vann sju serietitlar i rad 1972–1978, men 1978 var Midthun bara 17 år, och inte förrän 1989 vann Kristin Midthun en titel med klubben och det var klubben senaste titel.

## Landslagsspel
Midthun spelade två ungdomslandskamper 1979, vinst mot Sverige och förlust mot Danmark. Hon landslagsdebuterade 9 juni 1982  borta mot Tyskland då Norge förlorade med 18-20. Hon kom i VM 1982 i Ungern på sjunde plats med norska landslaget. 4 år senare i Nederländerna gick det bättre då Norge inledde sin succé i damhandboll med att ta en bronsmedalj. Det norska laget besegrade Östtyskland i bronsmatchen. I pausen ledde Norge  med 14-8, och slutresultatet blev 23-19. Hon tog sedan i sin sista mästerskapsturnering OS-silver i damernas turnering  i samband med de olympiska handbollstävlingarna 1988 i Seoul. Norge förlorade mot Sydkorea i finalen med 20-23. Sammanlagt spelade hon 1982 till 1988 hela 143 internationella matcher and gjorde 306 landslagsmål. 

## Privatliv
Midthun arbetar i läkemedelsindustrin med olika analytiska uppgifter. 